# Ruellia acutangula
Ruellia acutangula är en akantusväxtart som beskrevs av Christian Gottfried Daniel Nees von Esenbeck och Carl Friedrich Philipp von Martius. Ruellia acutangula ingår i släktet Ruellia och familjen akantusväxter. Inga underarter finns listade i Catalogue of Life.